# Перевоз Гилюй
Перевоз Гилюй — упразднённое село (перевоз) в Зейском районе Амурской области России. Исключено из учётных данных в 1977 году.

## География
Село располагалось на правом берегу реки Гилюй в месте пересечения его региональной дорогой 10к056 «Зея — Золотая Гора», на расстоянии примерно 13 километра (по прямой) к северо-востоку от села Золотая Гора.

## История
По данным 1926 года в зимовье Гилюй-река имелось 1 хозяйство и проживал 8 человек (5 мужчин и 3 женщины), основное население — русские. В административном отношении входила в состав Заречно-Слободского сельсовета Зейского района Зейского округа Дальневосточного края.
Решением Амурского исполкома от 30 декабря 1977 года № 522, село (перевоз) Перевоз Гилюй исключено из учётных данных как населённый пункт служебного значения.